# 大西克昌
大西 克昌（おおにし かつまさ、1959年10月21日 - ）は日本の射撃選手。奈良県警察所属。
1992年に初の五輪であるバルセロナオリンピックに出場しライフル射撃男子ラピッド・ファイア・ピストルで22位の成績を残している。